# La Neuve-Grange
Neuve-Grange – miejscowość i gmina we Francji, w regionie Normandia, w departamencie Eure.
Według danych na rok 1990 gminę zamieszkiwało 177 osób, a gęstość zaludnienia wynosiła 35 osób/km² (wśród 1421 gmin Górnej Normandii Neuve-Grange plasuje się na 724 miejscu pod względem liczby ludności, natomiast pod względem powierzchni na miejscu 686).